# St. Jakob (Westheim)

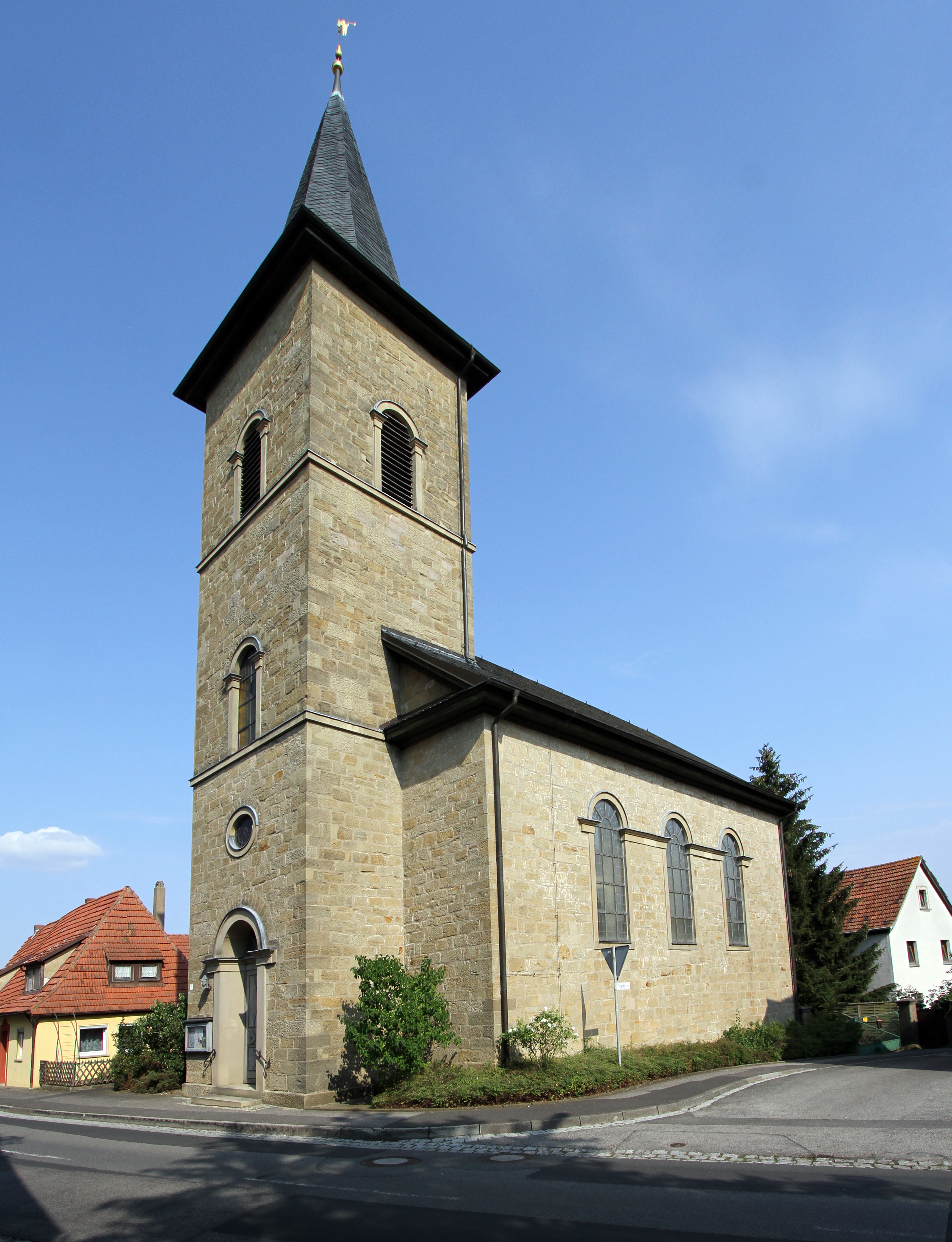
St. Jakob (Westheim)

Die evangelisch-lutherische Pfarrkirche St. Jakob steht in Westheim, einem Gemeindeteil von Knetzgau im unterfränkischen Landkreis Haßberge in Bayern. Das denkmalgeschützte Bauwerk entstand im 19. Jahrhundert. Die Kirchengemeinde gehört zur Pfarrei Westheim des Dekanats Rügheim im Kirchenkreis Bayreuth der Evangelisch-Lutherischen Kirche in Bayern.

## Beschreibung
Die klassizistische Saalkirche wurde in den Jahren von 1829 bis 1832 aus Quadermauerwerk erbaut. Sie besteht aus einem Langhaus mit drei Jochen, das mit einem Satteldach bedeckt ist, und einem Fassadenturm, der durch Gesimse in drei Geschosse gegliedert ist, und mit einem schiefergedeckten, achtseitigen Knickhelm über seinem obersten Geschoss, das den Glockenstuhl beherbergt, bedeckt ist. Der Innenraum ist mit einer Flachdecke überspannt. Auf der Empore über dem Eingang steht die Orgel.